# 日本基督教団聖霊刷新協議会
日本基督教団聖霊刷新協議会（にほんきりすときょうだん せいれいさっしんきょうぎかい）とは、日本基督教団におけるペンテコステ派・聖霊派・カリスマ運動の協力と推進を目的とした交わりである。
協議会は1998年2月に結成された。代表は日本基督教団高砂教会の手束正昭牧師である。
これは、米国聖公会司祭デニス・ベネットに始まり、ローマ・カトリックらエキュメニカル派にも広がったカリスマ運動の流れにある。
協議会系の教会の牧師となる神学生の多くは、日本基督教団認可の神学校ではなく、関西聖書学院などで学び、Cコース（独学などにより牧師をめざすコース）で教師試験を受験する傾向にある。